# Scuola diurna
La scuola diurna è l'istituto di educazione attivo solamente in orario diurnale.
Essendo la contrapposizione al collegio scolastico in un cui gli studenti convivono in modo stabile, il termine acquisisce più significato nei paesi in cui i college sono maggiormente diffusi e dove costituiscono lo standard scolastico dopo l'adolescenza.